# میسی فرانکلین
ملیسا جنت "میسی" فرانکلین (به انگلیسی: Melissa Jeanette "Missy" Franklin) (زادهٔ ۱۰ مه ۱۹۹۵) شناگر زن اهل ایالات متحده آمریکا است.
در مسابقات بازی‌های المپیک تابستانی ۲۰۱۲ لندن، موفق به کسب ۵ مدال (۴ مدال طلا و ۱ برنز و در بازی‌های المپیک تابستانی 2016 ریو دو ژانیرو ، موفق به کسب 1 مدال طلا) برای تیم ایالات متحده آمریکا شد.